# سينجورو هاياشي
سينجورو هاياشي (باليابانية: 林 銑十郎 هاياشي سينجورو) (23 فبراير 1879 - 4 فبراير 1943) كان قائد عسكري في الجيش الإمبراطوري الياباني وسياسي ياباني شغل منصب رئيس الوزراء الياباني الثالث والثلاثين.

## روابط خارجية
- سينجورو هاياشي على موقع الموسوعة البريطانية (الإنجليزية)